# Сезамол
Сезамол — это натуральное органическое соединение, которое является компонентом семян кунжута и кунжутного масла, обладающее противовоспалительными, антиоксидантными, антидепрессантными и нейропротекторными свойствами. Это белое кристаллическое вещество, производное фенола. Он плохо растворяется в воде, но смешивается с большинством масел. Его можно получить путем органического синтеза из гелиотропина.
Было обнаружено, что сезамол является антиоксидантом, который может предотвратить порчу масел. Он также может предотвратить порчу масел, действуя как противогрибковое средство. Его можно использовать в синтезе пароксетина.
Установлено, что молекулярные цели и механизм действия сезамола, по крайней мере, в отношении его антидепрессантоподобных эффектов, реализуются через фактор роста нервов (NGF) и эндоканнабиноидную систему под регуляторным воздействием рецепторов CB1.
Александр Шульгин в своей книге PiHKAL использовал сезамол для создания MMDA-2.